# Bronisław Tomecki

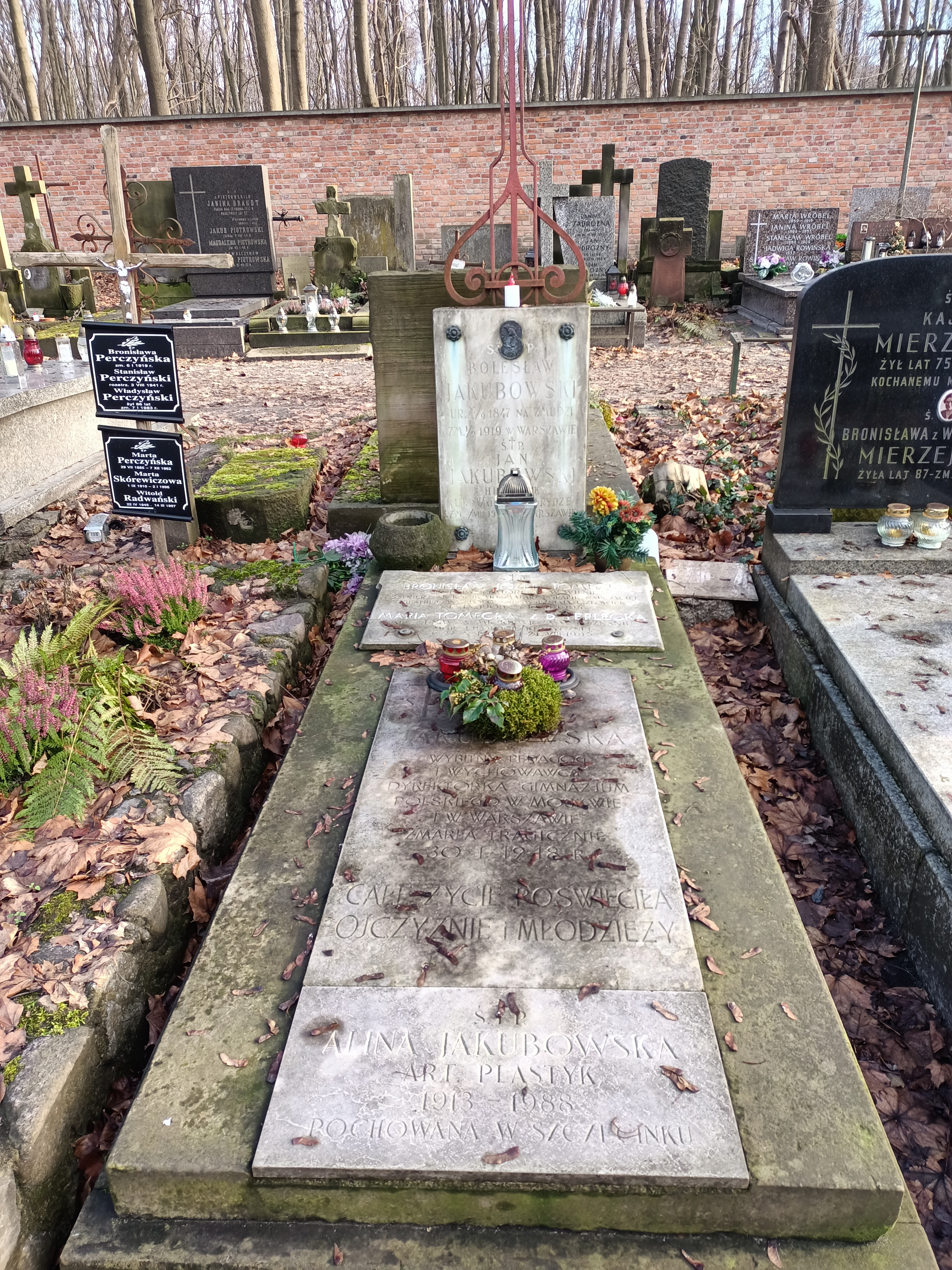
Nagrobek Bronisława Tomeckiego na Cmentarzu Powązkowskim

Bronisław Tomecki pseud. Kocik (ur. 18 września 1905 w Sosnowcu, zm. 10 lutego 1994 w Warszawie) – malarz i pedagog, żołnierz Armii Krajowej

## Życiorys
Po ukończeniu Gimnazjum Matematyczno-Przyrodniczego w Sosnowcu w 1924 r. przyjechał do Poznania i rozpoczął naukę w Wyższej Szkole Budowy Maszyn. W latach 1926−1930 studiował w Państwowej Szkole Sztuk Zdobniczych i Przemysłu Artystycznego w Poznaniu. W 1930 r. uzyskał absolutorium na tamtejszym Wydziale Grafiki u prof. Jana Wronieckiego. W tym samym roku rozpoczął studia na Wydziale Sztuk Pięknych Uniwersytetu Stefana Batorego w Wilnie, które ukończył uzyskaniem dyplomu w  1935 r. Podczas studiów w Wilnie należał do Polskiej Korporacji Akademickiej Piłsudia. 
Działalność artystyczną rozpoczął w 1928 r. wydaniem w Poznaniu teki graficznej Linoryty oraz wystawą rysunku i grafiki w Sosnowcu. Jego prace wystawiano łącznie na 100 wystawach indywidualnych i w kilkuset wystawach zbiorowych. Był aktywnym działaczem środowiska artystów plastyków i nauczycieli, przede wszystkim w Sekcji Grafiki Związku Polskich Artystów Plastyków i w Związku Nauczycielstwa Polskiego. Po przejściu na emeryturę prowadził Klub Seniora w Związku Plastyków. 
W latach 1936−1994 mieszkał na warszawskiej Saskiej Kępie przy ul. Zakopiańskiej 32 (róg ul. Zwycięzców). W 2005 na budynku odsłonięto tablicę pamiątkową.
Został pochowany na cmentarzu Powązkowskim w Warszawie (kwatera 317-2-15).

## Katalogi wystaw (wybór)
- Bronisław Józef Tomecki. 23−31 marzec 1963, Warszawa 1963 (katalog wystawy prezentowanej w Kordegardzie zespołu Ministerstwa Kultury i Sztuki w Warszawie).
- Bronisław J. Tomecki. Wystawa prac z okazji 25-lecia współpracy z Zarządem Głównym Związku Nauczycielstwa Polskiego. Wrzesień-listopad, red. J. Mołda, Warszawa 1975.